# 卜兰奚
卜兰奚（?—?），元朝公主，元宪宗蒙哥的孙女，父亲不详。
元世祖忽必烈命卜兰奚嫁给了亦乞列思的首领忽怜，忽怜是札忽儿臣之子、锁儿哈之孙、孛秃曾孙。孛秃是成吉思汗的妹夫兼女婿（帖木侖、火臣别吉的驸马）。忽怜原娶蒙哥之女伯雅倫公主（卜兰奚的姑姑）。札忽儿臣娶按赤台的女儿也孫真，忽怜之子阿失驸马先娶撒儿塔陈公主，之后娶元成宗之女益里海雅，之后再娶蒙哥的曾孙女（卜兰奚的侄女）買的公主。